# Katedra św. Sebastiana w Bratysławie
Katedra świętego Sebastiana (słow. Katedrála svätého Šebastiána) – od 2009 roku katedra Ordynariatu Polowego Słowacji. Znajduje się w bratysławskiej dzielnicy Rača, w Krasňanach.
Pierwszy kamienny kościół powstał w 1995 roku i został konsekrowany w 2003 roku przez papieża Jana Pawła II. Jednak budowa rozpoczęła się dopiero wiosną 2007 roku, po wydaniu pozwolenia na budowę w styczniu 2007 roku. Autorem projektu był inżynier architekt Ladislav Bánhegyi. Dach został zbudowany w 2008 roku. Prace wewnątrz trwały do lata 2009 roku. W dniu 13 czerwca 2009 roku odbyła się ceremonia konsekracji, której przewodniczył biskup Stanislav Zvolenský.